# Ząb nadliczbowy
Ząb nadliczbowy (łac. dens supranumerarius) – u człowieka ząb nadmiarowy (poza typowymi 32 zębami) o nieprawidłowej budowie, np. potworniak, ząb stożkowaty.
Zazwyczaj zęby nadliczbowe usuwa się, gdyż z powodu nieprawidłowej budowy nie mogą pełnić swojej funkcji oraz są przeszkodą w wyrzynaniu się pozostałych zębów stałych. Usuwane są także ze względów estetycznych.